# Грабос
Грабос је био најмоћнији илирски краљ након смрти краља Бардила 358. године п. н. е.. Припадао је племену Граби (Грабаеи, мало племе које је насељавало подручја око Скадарског језера). Илирска краљевина је током 4. и 3. века п. н. е. представљала незаобилазан фактор у односима међу заједницама јужног Балкана. Kраљ Грабос је 357. п. н. е. склопио савез са Халкидичком лигом против Македоније. У Олинтусу се се налази недовршени натпис у част Грабоса из Илирије. Вероватно је одбачен јер је Халкидичка лига сматрала да је савез са Филипом Македонским бољи за њих.
Грабос је године 356. п. н. е. склопио сличан савез је са Атињанима, Лизипом из Пеоније и Цетрипорисом из Тракије како би се одупрли све јачим Македонцима. У Атини се налази мраморна стела са натписом у славу савезника украшена на врху рељефом који приказује коња који се пропиње.
Ипак, Филип II је напао њихов савез пре него што су успели да удруже снаге. У великој бици, Парменион је поразио Грабоса који је након тога морао прихватити Македонску власт.